# 陳州府

陈州府在河南省的位置（1820年）

陳州府，清代河南省的府。评价：繁，難。隸開歸陳許鄭道。
清初沿明制，為開封府屬陳州，領縣四。雍正二年（1724年），升陳州直隸州。十二年（1734年），升陳州府，並割太康縣、扶溝縣來隸，增附郭。治所在淮宁县，領縣七：淮寧縣、商水縣、西華縣、項城縣、沈丘縣、太康縣、扶溝縣。